# Registrum Gregorii de Trèves

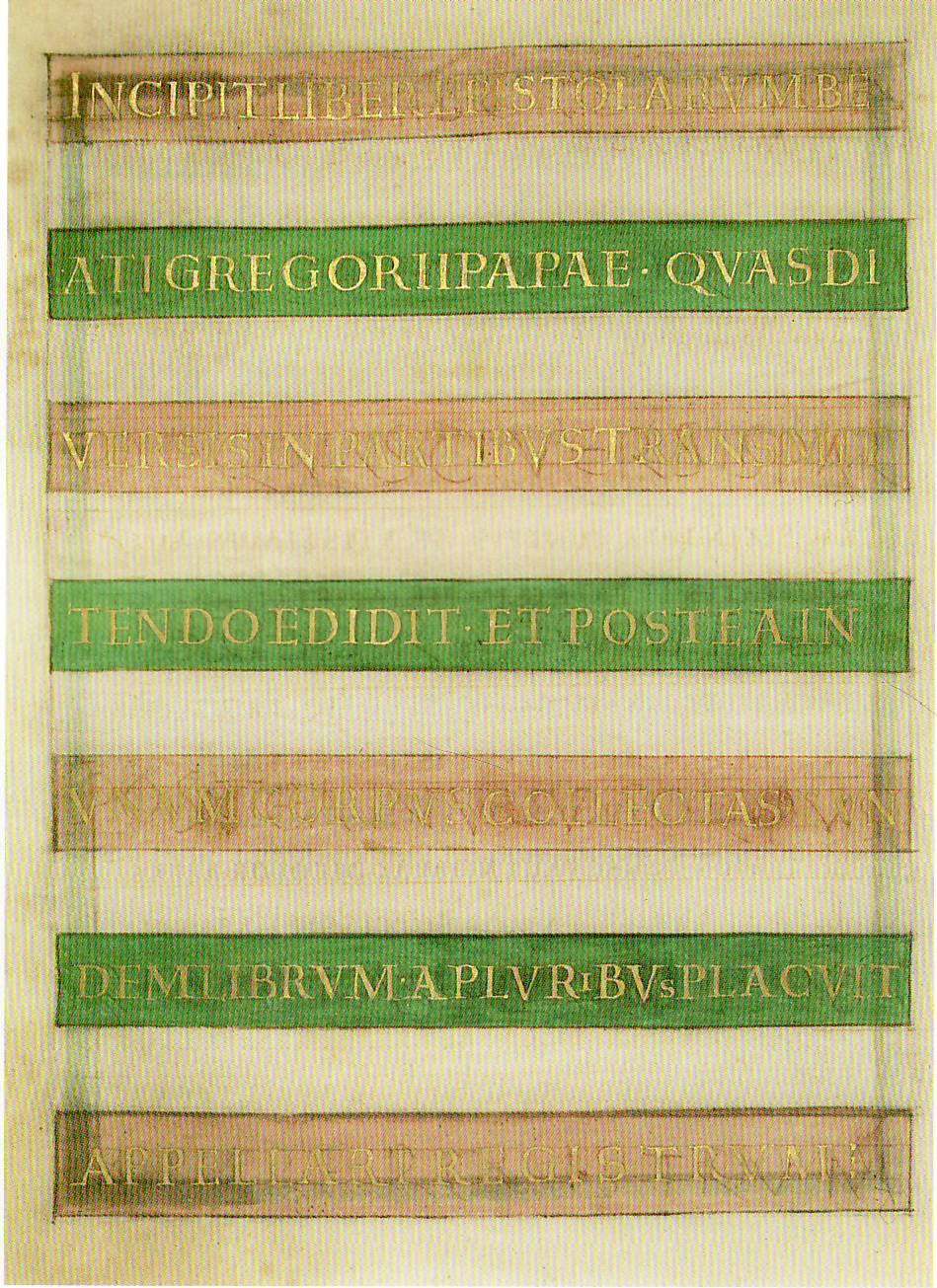
Folio 1 verso avec le titre du manuscrit (Stadtbibliothek de Trèves)

Le Registrum Gregorii est un recueil des lettres du pape Grégoire le Grand, dont il existe une copie non terminée conservée à la Bibliothèque de Trèves (Stadtbibliothek), sous la cote Hs 171/1626. Il existe une miniature de pleine page séparée de ce manuscrit à Chantilly, au Musée Condé, sous la cote Ms 14bis. Ce manuscrit enluminé fut commandé par l'archevêque Egbert de Trèves à l'anonyme, peut-être italien, désigné par les historiens comme le « Maître du Registrum Gregorii », sans doute après la mort d'Othon II en 983.

## Manuscrit
Du manuscrit original qui devait comporter plus de deux cents folios, ne subsistent que :
- Deux miniatures en pleine page:
  - l'une mesurant 27 x 19,8 cm et représentant Othon II trônant, entouré des quatre provinces de l'Empire (Musée Condé de Chantilly)
  - et l'autre  mesurant 26,5 x 19,5 cm et représentant Grégoire le Grand écrivant, et recevant l'inspiration du Saint Esprit posé sur son épaule sous forme d'une colombe (Stadtbibliothek de Trèves).
- Une double page 37,5 x 29,5 cm, avec la page de titre et une page de dédicace comprenant le texte d'un poème (Stadtbibliothek de Trèves, Hs 171/1626a)
- Un fragment de texte de 37 pages (Stadtbibliothek de Trèves) mesurant 35 x 28,5 cm

## Historique
Le manuscrit a été composé après 983 pour Egbert qui le destine à la cathédrale de Trèves. Un plat de reliure décoré de gemmes et d'or est commandé également par Egbert. Un inventaire de 1479 le mentionne à la cathédrale, mais l'on ignore quand le manuscrit a été séparé. Le fragment de texte est réparé au XVIIIe siècle et nouvellement relié.

### La double-page de Trèves

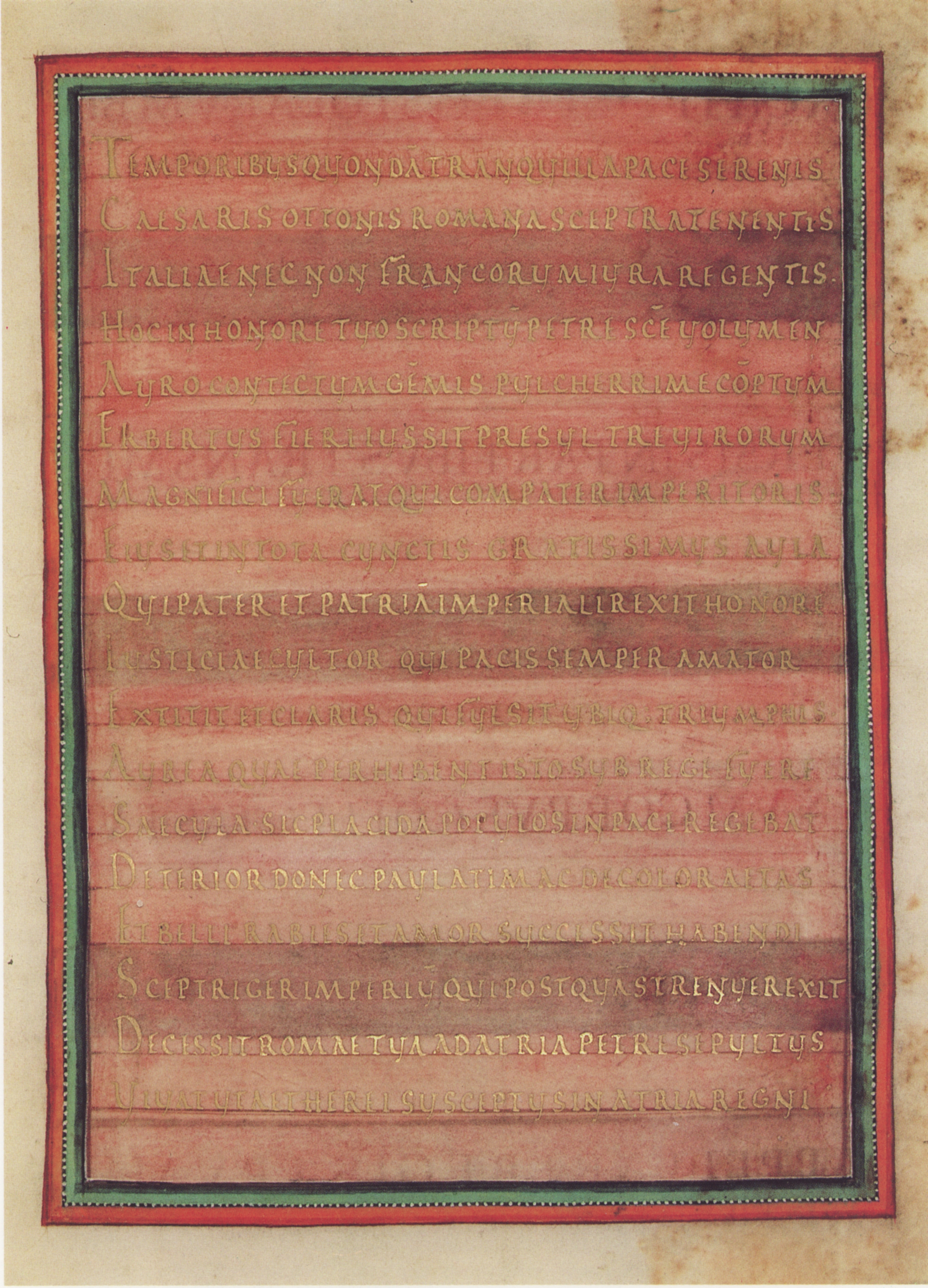
Folio 1 recto: poème de dédicace

Cette double-page de début est faite d'un parchemin de vélin plus épais que le manuscrit et servait peut-être de couverture au parchemin. Elle mesure 37,5 cm sur 29,5 cm et contient au folio 1 recto le poème de dédicace à l'archevêque Egbert écrit en lettres d'or sur fond pourpre:
Temporibus quondam tranquilla pace serenis

Cæsaris Ottonis Romana sceptra tenentis

Italiæ necnon Francorum iura regentis

Hoc in honore tuo scriptum, Petre sancte, volumen

Auro contectum, gemmis pulcherrime comptum,

Ekbertus fieri iussit presul Trevirorum,

Magnifici fuerat qui compater imperatoris

Eius et in tota cunctis gratissimus aula,

Qui pater et patriam imperiali rexit honore,

Iusticiæ cultor, qui pacis sempre amator,

Extitit et claris qui fulsit ubique triumphis.

Aurea quæ perhibent, isto sub rege fuere

Sæcula sic placida populos in pace regebat,

Deterior donec paulatim ac decolor ætas

Et belli rabies et amor successit habendi.

Sceptriger imperium qui postquam strenue rexit,

Decessit Romæ tua ad atria, Petre, sepultus,

Vivat ut ætherei susceptus in atria regni.
Le folio 1 verso, qui présente le titre du manuscrit, est écrit en lettres d'or avec des bandes horizontales vertes ou pourpre. Harmut Hoffmann a identifié l'écriture en capitalis rustica du Maître du Registrum Gregorii.
Le poème composé en hexamètre démontre que son auteur connaît la littérature antique classique, puisqu'il cite l'Énéide: « Aurea quæ », jusqu'à « successit habendi » (Énéide, VIII, 324-327). Le règne d'Othon II, roi des Romains, est ainsi comparé à celui de l'Âge d'or de Virgile. Le professeur Carl Nordenfalk émet l'hypothèse que l'archevêque Egbert pourrait, autant que le Maître du Registrum Gregorii, être l'auteur du poème

### La miniature de saint Grégoire le Grand

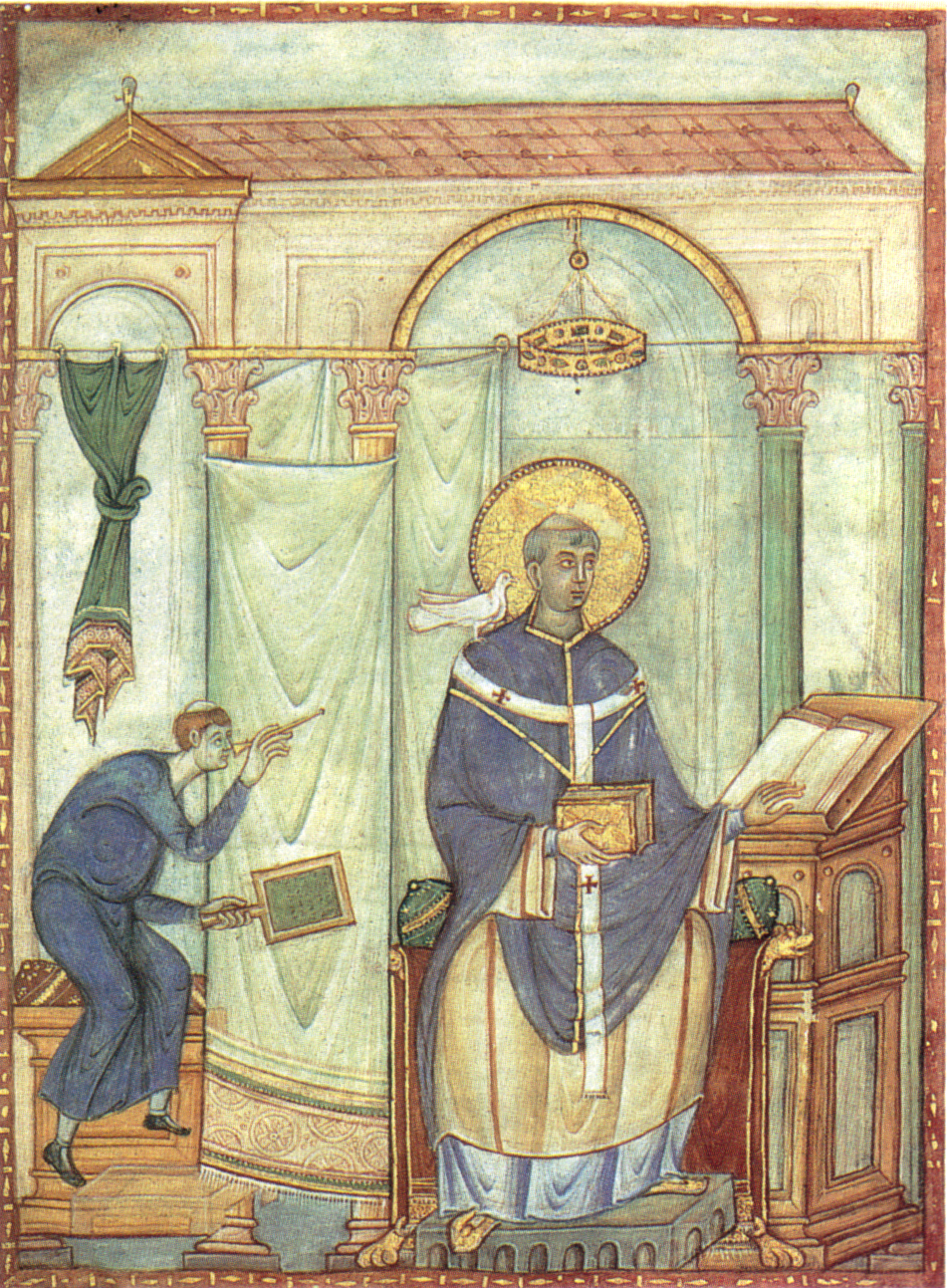
Miniature de saint Grégoire (Stadtbibliothek de Trèves)

La page montrant la miniature de Grégoire le Grand est encadrée d'une bordure et mesure 26,5 cm sur 19,5 cm. Le pape auréolé (avec l'inscription GREGORIUS PP) est assis portant une chasuble bleu clair et son pallium devant un livre ouvert et tenant un livre à la main droite. Une colombe symbolisant le Saint Esprit est juchée sur son épaule droite pour l'inspirer. Il dicte à son clerc (indiqué comme Notarius), le diacre Petrus, qui tient une flûte, car il fait une pause, et une tablette écrite au stylet. On peut lire sur la tablette de cire la citation  de l'Ecclésiaste: « Beatus vir qui in sapientia sua morabitur » (Ben Sira, 40,22).
La simplicité empreinte de calme et en même temps la dignité de la scène, les couleurs claires et la maîtrise de l'expression par la profondeur de l'espace et la plasticité des figures contribuent à faire de cette miniature une œuvre majeure du Maître du Registrum Gregorii, l'enlumineur le plus connu de son temps. Il a travaillé à la pointe d'argent et à la plume de couleur dans des teintes délavées qui rendent parfaitement le modelé des contours, des personnages et du décor, pièce à colonnes corinthiennes presque fermée par des tentures.
Cette page du Registrum Gregorii, issue d'une collection privée, appartient depuis 1827 à la Bibliothèque de Trèves.

### La miniature d'Othon II à Chantilly

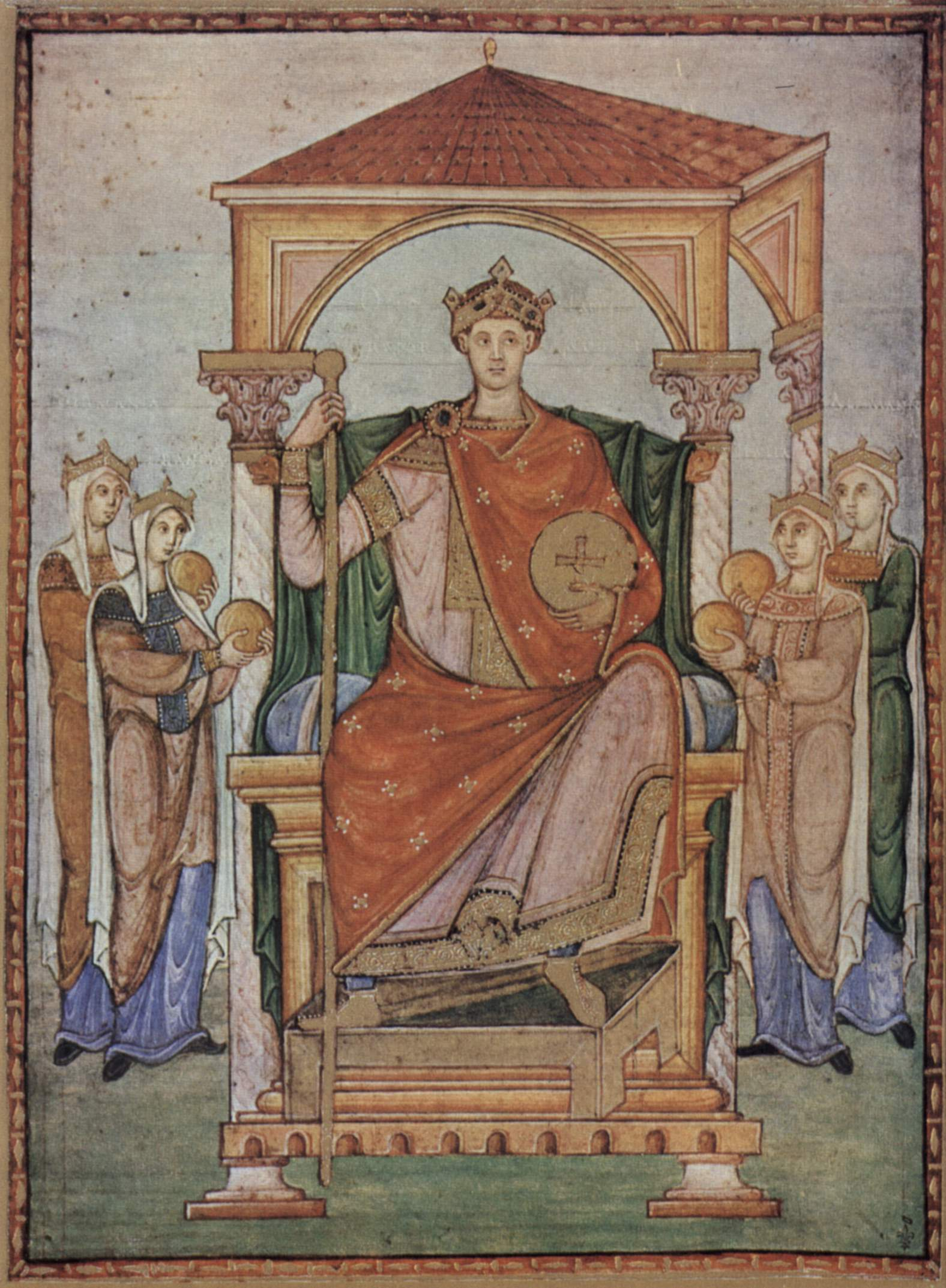
Otton II (musée Condé de Chantilly)

La miniature d'Othon, aujourd'hui conservée à Chantilly, se trouvait en regard au recto de celle du saint Grégoire le Grand. Ornée d'une bordure, elle mesure 27 cm sur 19,8 cm. Elle montre un souverain trônant qui est identifié par les inscriptions de droite et de gauche comme « Otto imperator august(us) ». Quatre allégories féminines représentent, d'après les inscriptions de la tête, les provinces Germania, Francia, Italia et Alemannia et flanquent l'empereur deux par deux. Cette miniature est, comme la plus grande partie de la double-page du début, la page de titre, et le poème de dédicace d'Egbert, rédigée de la même main. D'après le poème de dédicace de la mort d'Othon II, le personnage est identifié comme étant ce souverain. D'autres hypothèses avancent qu'il s'agirait d'Othon III; mais il a été couronné en 996, soit trois ans après la mort de l'archevêque Egbert, dédicataire du manuscrit.
Les représentations impériales n'appartiennent pas habituellement aux images de manuscrits recueillant des copies de lettres ou de textes d'un genre approchant. L'on peut penser qu'Egbert a fait insérer cette miniature plus tard pendant la rédaction du manuscrit, afin de marquer son hommage à Othon II venant de mourir (le 7 décembre 983).
Le style des personnages et la composition de l'image sont typiques du Maître du Registrum Gregorii qui s'est inspiré de l'art classique antique. Les personnages sont échelonnés selon la profondeur, de même que la colonnade corinthienne et le trône en fuite sont placés en perspective signifiante à partir de la personne de l'empereur. Cette composition se retrouve dans l'école d'enluminure du scriptorium de Reichenau qui fleurit un peu plus tard.
La miniature est acquise par le duc d'Aumale à Londres en 1862 et fait depuis partie du musée Condé de Chantilly. Comme elle est contrecollée sur carton, on ne sait si elle comportait un texte au verso.
La citation  de l'Ecclésiaste de la miniature de saint Grégoire se retrouve aussi sur celle d'Othon, ce qui laisse supposer qu'elles étaient en regard toutes les deux; la première au folio verso, la seconde au folio recto. Le Maître du Registrum Gregorii a ainsi pris pour modèle la Bible de Nicétas, manuscrit byzantin conservé aujourd'hui à Copenhague sous la cote Gl. Konigl. Saml. 6, qui montre le roi Salomon trônant en colloque avec Ben Sira à sa gauche. Le Maître du Registrum Gregorii utilise ici le même procédé, saint Grégoire le Grand prenant la place de Ben Sira et Othon II, celle de Salomon. L'empereur est désigné dans le prologue de la Gesta Ottonis de la poétesse Hrotsvita de Gandersheim, contemporaine de son règne, comme un nouveau Salomon, un « Salomo revivus ».

### Le fragment de texte de Trèves

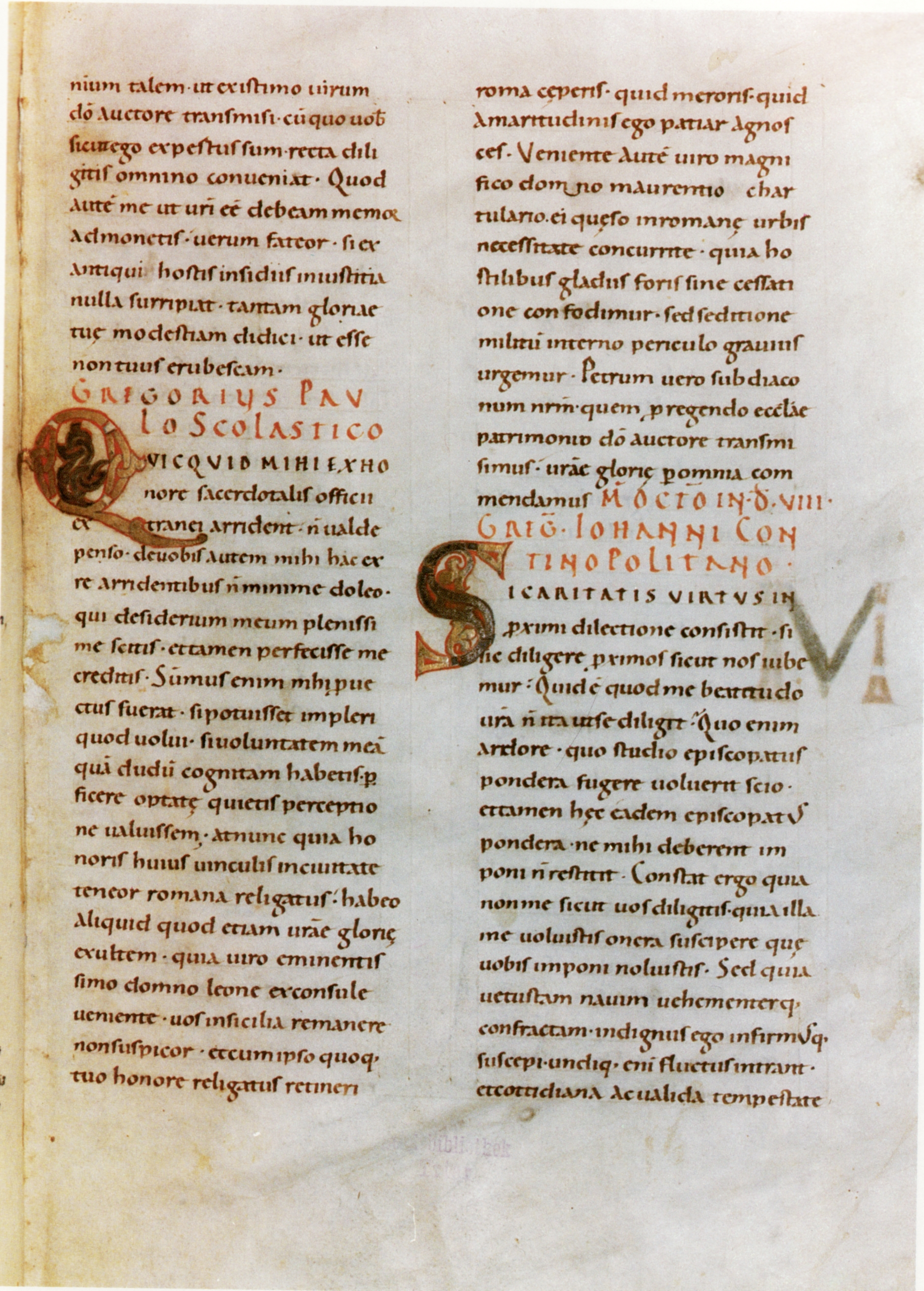
Folio 2 recto du Registrum Gregorii (Stadtbibliothek de Trèves)

Le fragment de texte comprend trente-sept pages de 35 cm sur 28,5 cm dont le parchemin a la même texture que les autres folios. L'écriture, comme il a été révélé après restauration, est du même auteur que celle des miniatures et des lettrines du reste du manuscrit. L'auteur, selon Hartmut Hoffmann, provient de l'île de Reichenau. Le professeur Carl Nordenfalk estime que ce manuscrit a été rédigé avec un devoir d'attention et grande précaution. Les petites lettrines d'or, d'argent, de cinabre et de plomb composées ultérieurement et de qualité inférieure ne sauraient être attribuées au Maître du Registrum Gregorii. L'existence d'un autre copiste de Reichenau ne contredit pas l'appartenance de cet ensemble au reste du manuscrit, à l'instar du Codex Egberti qui a été indubitablement composé par un copiste et enlumineur de Trèves et un copiste de Reichenau.
D'après les études de Paul Ewald, ce fragment (dénommé R 2 par lui) appartient au groupe de manuscrits R qui ont été rédigés sous Adrien Ier comme copies mot par mot des 686 lettres de saint Grégoire le Grand réunies dans un registre original. L'ordre des pages n'est  plus le même que l'original. Des indices, comme le reste d'un récit de quaternia, l'ont conduit à estimer que le manuscrit de Trèves comportait 256 pages à l'origine. Une inscription d'archives du XIIe siècle indique qu'il n'existait alors que 662 lettres. Le fragment de Trèves est proche du manuscrit R 1 conservé à l'abbaye du Mont-Cassin, sous la cote Cod. cas. 71, hormis quelques singularités orthographiques.
Ce fragment de manuscrit a été acquis en 1814 par la Bibliothèque de Trèves, grâce à Johann Hugo Wyttenbach, fondateur de cette bibliothèque.